# Castello di Hrubý Rohozec
Il castello di Hrubý Rohozec (in ceco Zámek Hrubý Rohozec) si trova nell'omonima frazione di Turnov, comune del Distretto di Semily nella Regione di Liberec, Repubblica Ceca. Il complesso fortificato inizia la sua storia attorno al XIV secolo.

## Storia

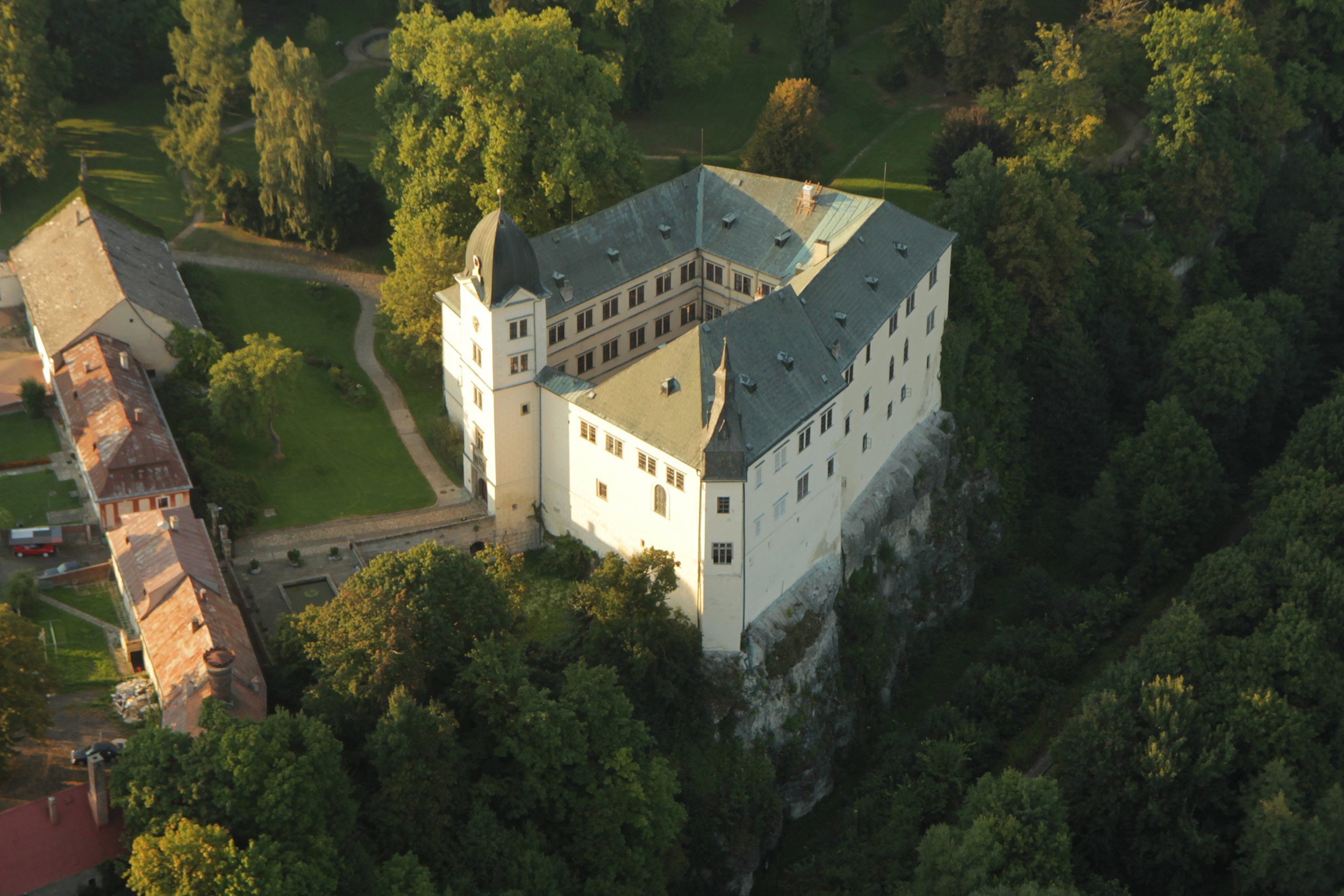
Vista aerea del castello

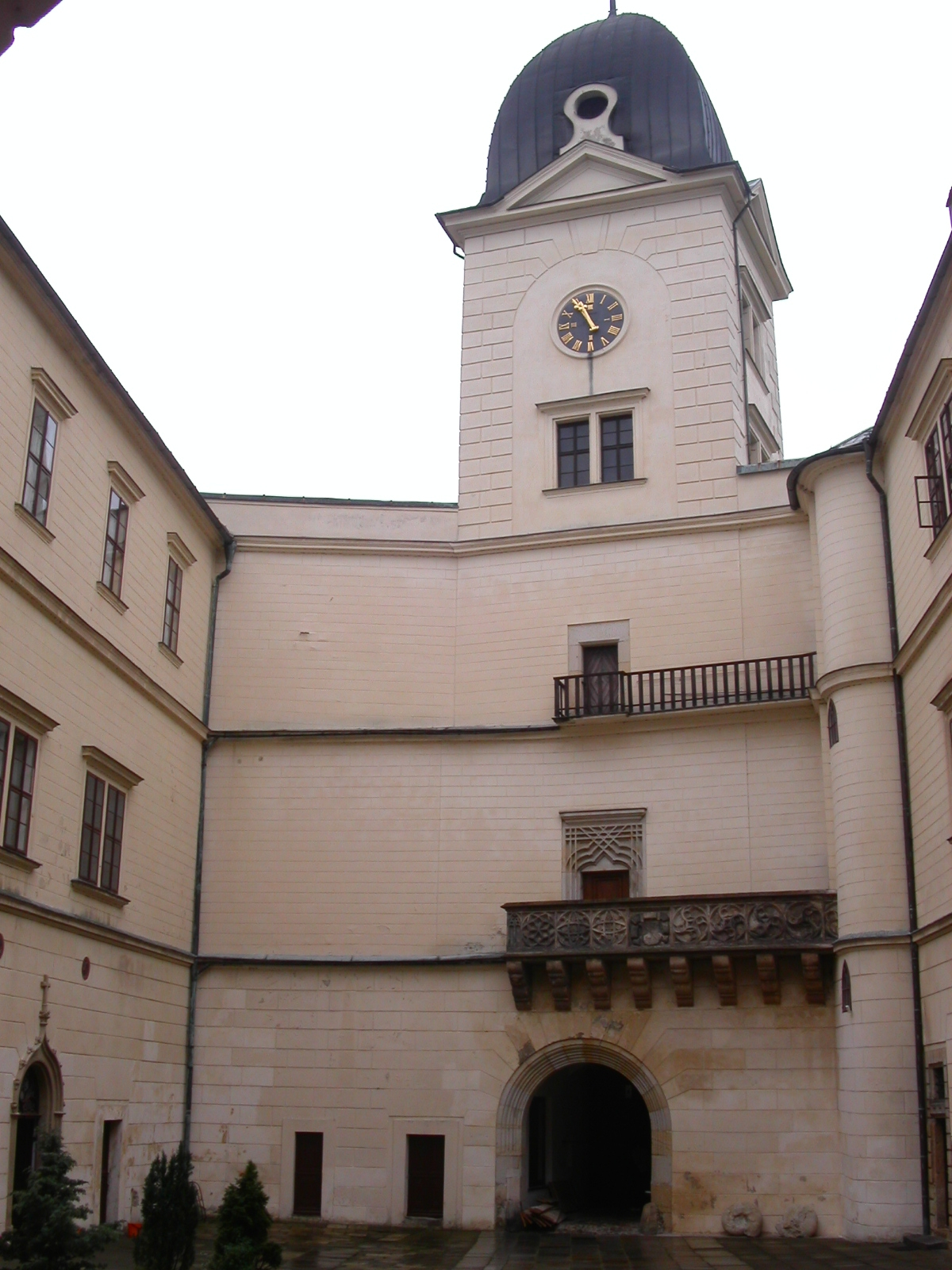
Cortile interno

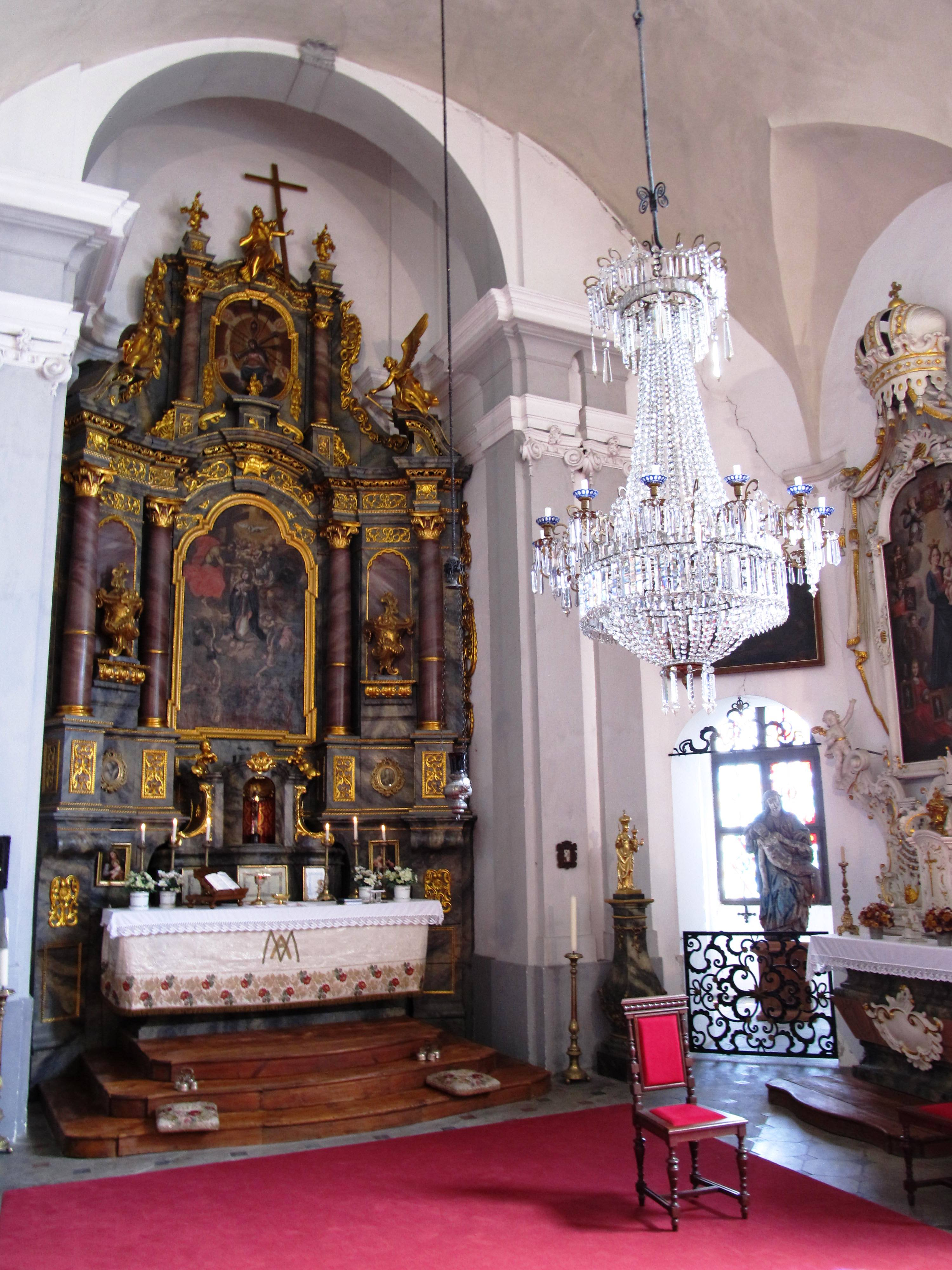
Cappella del castello

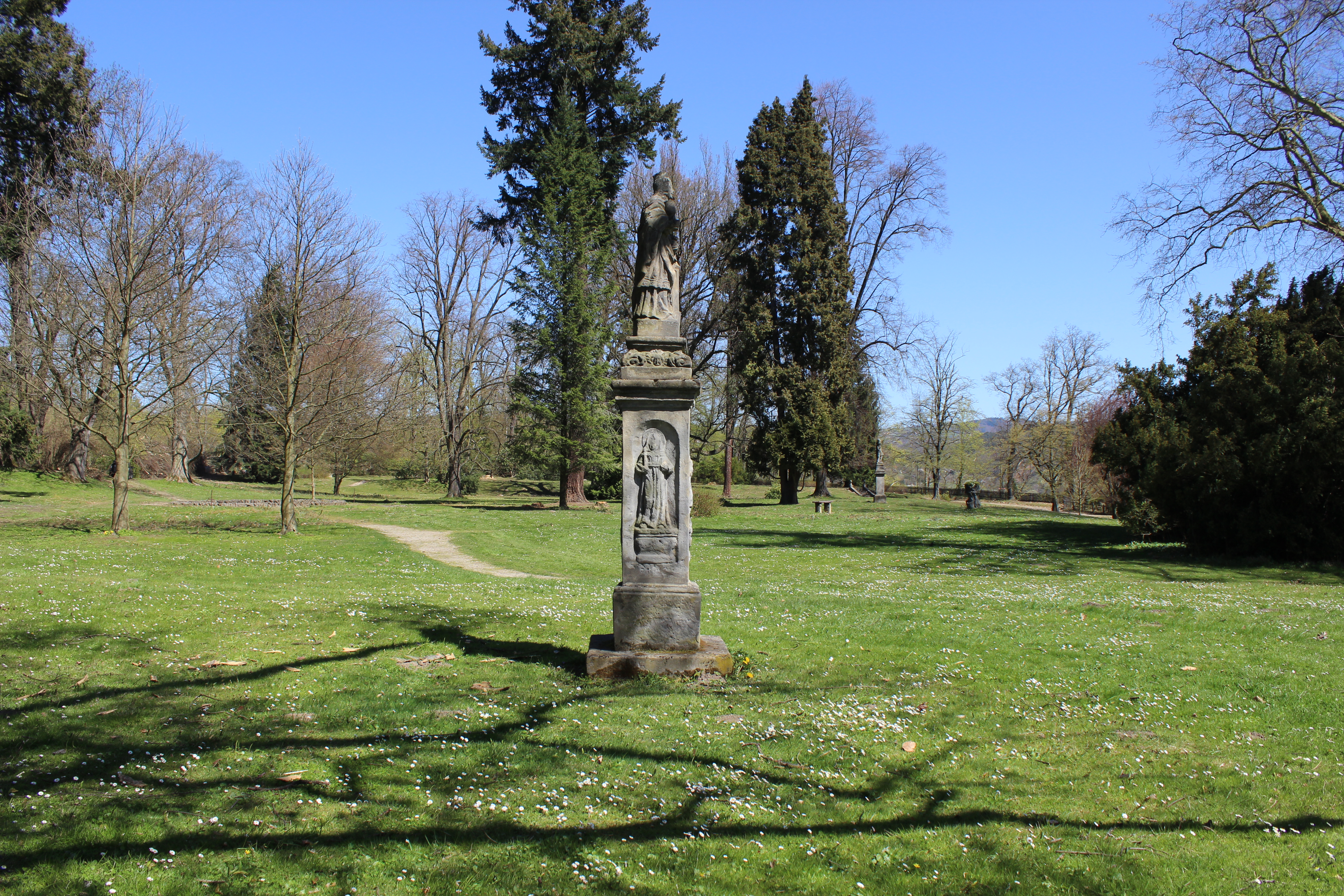
Particolare del parco

Il castello fu fondato nella prima metà del XIV secolo dall'importante famiglia Markwartinger. Verso la fine del secolo fu espugnato dall'esercito reale e all'inizio del XVI secolo, durante il regno di Johanka e di Kunrát Krajířů di Krajek fu ricostruito in stile tardo gotico. Quando divennero signori i Wartenberg, tra il 1534 e il 1621, il castello venne ricostruito nelle forme di una residenza rinascimentale. Passò sotto la signoria di Albrecht von Wallenstein e in seguito dei Desfours, a partire dal 1628. Le ricostruzioni di quel periodo vennero influenzate dallo stile barocco e dallo stile neoclassico.

## Descrizione
Il castello si trova a Hrubý Rohozec, frazione a nord di Turnov, comune nella Regione di Liberec, Repubblica Ceca. 
Il castello originale era costituito da una torre a base poligonale collegata al resto della fortificazione attraverso le mura di protezione. Il complesso è situato su un promontorio sopra il fiume Jizera ed è circondato da un esteso parco romantico con statue e una grotta. L'accesso principale è posto nella grande torre e a questa sono unite le tre ali della struttura che racchiudono il cortile interno. Le numerose sale delle tre ali sono visitabili e comprendono la cappella della Santissima Trinità, la piccola biblioteca e la grande biblioteca, la notevole sala da pranzo, il salone Verde, gli alloggi nobiliari con la sala dei trofei. Sono presenti inoltre la sala dei giochi e numerosi altri ambienti, molti dei quali riccamente decorati. Il lato nord-ovest del cortile è dominato dall'ex granaio, collegato a sud da un complesso di tre fienili. Al parco del castello, protetto da un muro e da una recinzione, si accede attraverso il cancello occidentale, vicino al quale si trova la scultura raffigurante Santa Barbara. La grotta artificiale del parco scavata nel promontorio roccioso nella sua parte orientale permette la vista sulla valle fino alla città di Turnov. L'edificio è gestito dall'Istituto del patrimonio nazionale.

### Monumento culturale della Repubblica Ceca
La tutela dei monumenti della Repubblica Ceca considera il complesso del castello di Hrubý Rohozec un monumento culturale tutelato col numero di catalogo 1000127510.